# Хороший лікар (телесеріал, 2013)
Хороший лікар (кор. 굿 닥터) — південнокорейський медичний серіал що транслювався щопонеділка та щовівторка з 5 серпня по 8 жовтня 2013 року на телеканалі KBS2. У 2017 році в Сполучених Штатах відбулася прем'єра однойменного серіалу знятого за сценарієм оригінальної корейської драми, у 2018 році вийшов японський ремейк.

## Сюжет
Пак Ши Он з дитинства хворіє аутистичний розлад, але має екстраординарні здібності (т.з. синдром саванта). Завдяки своїй феноменальній пам'яті та величезному бажанню стати лікарем, він здобуває освіту лікара-хірурга. Та влаштуватися на роботу «дивному лікарю» вкрай важко й лише за сприяння директора одного зі шпиталів Сеула, який знав Ши Она з дитинства, його беруть інтерном. Ши Ону дають пів року, аби він довів свою профпридатність в жорстких умовах великої лікарні, де завжди повно людей, більшість з яких зовсім не бажає сприймати особливого лікаря. Колеги Ши Она також діляться на два табори: одні одразу бачать його талант та допомагають, інші ж роблять все, щоб він скоріше звільнився. Але здолавши всі випробування Ши Он отримав не тільки омріяну роботу, а й зовсім неочікуване кохання.

## Акторський склад

### Головні ролі
- Чу Вон — у ролі Пак Ши Она.[4]
- Мун Чхе Вон — у ролі Ча Юн Со.[5] Молода талановита лікарка-хірург, яка відразу симпатизує Ши Ону та намагається допомогти йому довести іншим його талант. Пізніше ця симпатія переросла в справжнє кохання.
- Чу Сан Ук — у ролі Кім До Хана.[6] Професор, дитячий хірург. Спочатку не сприймає Ши Она серйозно, але згодом розпізнає його надзвичайний талант.
- Кім Мін Со[en] — у ролі Ю Че Кьон. Племінниця директора шпиталю, зустрічається з До Ханом, але далеко не все йде добре в їх стосунках. Працює в адміністрації шпиталю менеджером відділу планування.

### Другорядні ролі
- Чхон Хо Джін[en] — у ролі Чхве У Сока. Директор шпиталю, який взяв шефство над Ши Оном через те що зміг врятувати лише Ши Она коли їх з братом засипало у старій шахті.
- Квак До Вон — у ролі Кан Хьон Тхе. Заступник директора шпиталю що має тяжко хворого сина якого не могли вилікувати навіть в США, але зміг Ши Он.[7]
- На Йон Хї[en] — у ролі Лі Йо Вон. Голова фонду що підтримує шпиталь.
- Чо Хї Бон[en] — у ролі Ко Чун Мана.
- Чон Ман Сік[en] — у ролі Кім Че Джуна.
- Кім Чхан Ван — у ролі президента фонду.
- Кім Йон Кван[en] — у ролі Хан Чін Ука.
- Юн Пак — у ролі У Іль Кю.
- Ван Чі Вон[en] — у ролі Кім Сон Джу.
- Ко Чхан Сок[en] — у ролі Чо Чон Мі. Старший медбрат.
- Чін Кьон[en] — у ролі Нам Чу Йон. Головна медсестра.
- Кім Хьон Су[en] — у ролі На Ин Хе.
- Ом Хьо Кьон[en] — у ролі На Ін Йон.

## Рейтинги
- Найнижчі рейтинги позначені синім кольором, а найвищі — червоним кольором.

| Серія            | Прем'єра         | Рейтинг        | Рейтинг      | Рейтинг        | Рейтинг     |
| Серія            | Прем'єра         | TNmS Ratings   | TNmS Ratings | AGB Nielsen    | AGB Nielsen |
| Серія            | Прем'єра         | По всій країні | Сеул         | По всій країні | Сеул        |
| ---------------- | ---------------- | -------------- | ------------ | -------------- | ----------- |
| 1                | 5 серпня 2013    | 10,5 %         | 10,3 %       | 10,9 %         | 11,6 %      |
| 2                | 6 серпня 2013    | 13,6 %         | 14,6 %       | 14 %           | 15,1 %      |
| 3                | 12 серпня 2013   | 13,8 %         | 14,6 %       | 15,3 %         | 16,2 %      |
| 4                | 13 серпня 2013   | 15,9 %         | 16,9 %       | 15,8 %         | 15,8 %      |
| 5                | 19 серпня 2013   | 16,5 %         | 17,6 %       | 18 %           | 18,5 %      |
| 6                | 20 серпня 2013   | 18,4 %         | 20,4 %       | 19 %           | 20 %        |
| 7                | 26 серпня 2013   | 17,2 %         | 18,1 %       | 17,4 %         | 18,2 %      |
| 8                | 27 серпня 2013   | 17,5 %         | 19 %         | 18,4 %         | 18,5 %      |
| 9                | 2 вересня 2013   | 17 %           | 18,3 %       | 17,4 %         | 17,4 %      |
| 10               | 3 вересня 2013   | 18,5 %         | 20,5 %       | 18,4 %         | 18,3 %      |
| 11               | 9 вересня 2013   | 18,3 %         | 20,2 %       | 18,3 %         | 18,7 %      |
| 12               | 10 вересня 2013  | 20 %           | 22,2 %       | 19,4 %         | 19,4 %      |
| 13               | 16 вересня 2013  | 17,5 %         | 19,3 %       | 17,9 %         | 18,4 %      |
| 14               | 17 вересня 2013  | 18,9 %         | 20,3 %       | 18,6 %         | 19,3 %      |
| 15               | 23 вересня 2013  | 18,5 %         | 20,2 %       | 19,6 %         | 20,3 %      |
| 16               | 24 вересня 2013  | 20,9 %         | 22,7 %       | 21,5 %         | 22,8 %      |
| 17               | 30 вересня 2013  | 18 %           | 20,5 %       | 20,3 %         | 21,1 %      |
| 18               | 1 жовтня 2013    | 19 %           | 21,4 %       | 20,6 %         | 21,5 %      |
| 19               | 7 жовтня 2013    | 17,6 %         | 20,1 %       | 19 %           | 20 %        |
| 20               | 8 жовтня 2013    | 19,5 %         | 22,4 %       | 19,2 %         | 19,5 %      |
| Середній рейтинг | Середній рейтинг | 17,4 %         | 18,9 %       | 18 %           | 18,5 %      |

## Нагороди
| Рік  | Нагорода                                  | Категорія                                                 | Отримувач             | Результат | Примітки |
| ---- | ----------------------------------------- | --------------------------------------------------------- | --------------------- | --------- | -------- |
| 2013 | 26-та Премія Grimae                       | Краща драма                                               | «Добрий лікар»        | Перемога  |          |
| 2013 | 6-та Премія Корейської драми              | Кращий автор                                              | Пак Че Бом            | Перемога  |          |
| 2013 | 27-ма Премія KBS драма                    | Нагорода за високу майстерність (актор)                   | Чу Вон                | Перемога  | [ 10 ]   |
| 2013 | 27-ма Премія KBS драма                    | Актор року (за вибором режисерів)                         | Чу Вон                | Перемога  | [ 10 ]   |
| 2013 | 27-ма Премія KBS драма                    | Нагорода за майстерність (актор середньотривалої драми)   | Чу Сан Ук             | Перемога  | [ 10 ]   |
| 2013 | 27-ма Премія KBS драма                    | Нагорода за майстерність (акторка середньотривалої драми) | Мун Чхе Вон           | Перемога  | [ 10 ]   |
| 2013 | 27-ма Премія KBS драма                    | Краща пара                                                | Чу Вон та Мун Чхе Вон | Перемога  | [ 10 ]   |
| 2013 | 27-ма Премія KBS драма                    | Netizen нагорода                                          | Чу Вон                | Перемога  | [ 10 ]   |
| 2013 | 27-ма Премія KBS драма                    | Нагорода за популярність (акторка)                        | Мун Чхе Вон           | Перемога  | [ 10 ]   |
| 2014 | Премія корейських продюсерів та режисерів | Best Performer                                            | Чу Вон                | Перемога  | [ 11 ]   |
| 2014 | Премія корейських продюсерів та режисерів | Краща драма                                               | «Добрий лікар»        | Перемога  | [ 11 ]   |
| 2014 | 50-та Премія Пексан                       | Краща драма                                               | «Добрий лікар»        | Перемога  | [ 12 ]   |
| 2014 | Всесвітній медіа фестиваль Banff          | Кращий драматичний серіал                                 | «Добрий лікар»        | Перемога  | [ 13 ]   |
| 2014 | Korea Broadcasting Awards                 | Краща драма                                               | «Добрий лікар»        | Перемога  | [ 14 ]   |